# Patientdelaktighet
Patientdelaktighet inom hälso- och sjukvården avgränsas ofta till medverkan i beslut om vård och behandling. I ett bredare perspektiv ingår även att patienten kan tillägna sig och tillämpa kunskap om symtom, sjukdom och behandling, men också att patienten kan förmedla kunskap och erfarenheter till personalen. En viktig utgångspunkt är att formerna för delaktighet utgår från patientens villkor och preferenser, det vill säga är något självvalt.

## Mått på patientdelaktighet
Det finns inga utvärderade metoder för att mäta patientdelaktighet. De utfallsmått som används i kliniska studier är ofta indirekta surrogatmått som är relaterade till delaktighet såsom förändring av tilltro till egen förmåga, livskvalitet, hälsorelaterat beteende, patientens kunskaper och hantering av sin sjukdom, patientnöjdhet, patientens upplevelse av att vara informerad, eller hur aktiv och delaktig patienten är i beslut som rör vården.